# Дигитални бафер
Дигитални или напонски бафер је елемент електричног кола који се употребљава за изолацију улаза од излаза. Излазно стање бафера одражава стање улаза. Улазна импеданса бафера је висока. Црпи мало струје да би се избегло ометање улазног кола. Дигитални бафер не појачава нити пригушује улазни сигнал.
Дигитални бафер је важан у преносу података јер преводи напонске импулсе између повезаних система. Бафери се употребљавају у регистрима (уређаји за складиштење података) и магистралама (уређаји за пренос података). Дигитални бафер с три стања може повезати уређај на дигиталну магистралу. Излаз из бафера с три стања може бити висок, низак или у стању високе импедансе.

## Функционалност
Дигитални бафер преноси напон из кола високе излазне импедансе у друго коло с ниском улазном импедансом. Директно повезивање оптерећења ниске импедансе на извор напајања црпи струју у складу с Омовим законом. Излазна струја бафера се генерише унутар самог бафера. Тако бафер обезбеђује изолацију између извора напајања и улаза ниске импедансе. 

## Врсте

### Напонски бафери с једним улазом

#### Инвертујући бафер
Излазно стање бафера је супротно од улазног стања. Ако је улаз висок, излаз је низак и обрнуто. Бафер за инвертовање је графички представљен троуглом с малим кругом на излазу, где круг представља инверзију. Инвертор је основни градивни блок у дигиталној електроници. Декодери и други софистицирани дигитални уређаји употребљавају инверторе као градивне елементе.

#### Неинвертујући бафер
Ова врста бафера нема могућности инверзије или доношења одлука. Дигитални бафер с једним улазом разликује се од инвертора. Он ни на који начин не мења свој улазни сигнал. Добијену вредност с улаза прослеђује на излаз. Да ли излазни терминал шаље висок или низак сигнал је одређено његовом улазном вредношћу. 

### Дигитални бафер с три стања
Дигитални бафер с три стања има два улаза: улаз за податке и контролни улаз. Контролни улаз се може посматрати као вентил, који контролише ток података. Када је контролни улаз активан, излазна вредност је једнака улазној вредности, а бафер се не разликује од дигиталног бафера с једним улазом.

#### Дигитални бафер с три стања активног високог нивоа
Дигитални бафер с три стања активног високог нивоа јесте бафер који је у активном режиму, када је контролни улаз висок. Када је контролни улаз низак, излаз је у стању високе импедансе.
| Улаз за податке | Контролни улаз | Излаз                  |
| --------------- | -------------- | ---------------------- |
| 0               | 0              | Стање високе импедансе |
| 1               | 0              | Стање високе импедансе |
| 0               | 1              | 0                      |
| 1               | 1              | 1                      |

#### Дигитални бафер с три стања активног ниског нивоа
У основи је исти као дигитални бафер с три стања активног високог нивоа осим што је бафер активан када је контролни улаз у ниском стању.
| Улаз за податке | Контролни улаз | Излаз                  |
| --------------- | -------------- | ---------------------- |
| 0               | 0              | 0                      |
| 1               | 0              | 1                      |
| 0               | 1              | Стање високе импедансе |
| 1               | 1              | Стање високе импедансе |

#### Инвертујући дигитални бафер с три стања
Дигитални бафери с три стања такође имају инвертујуће варијанте у којима је излаз инверзан улазу.
| Улаз за податке | Контролни улаз | Излаз                  |
| --------------- | -------------- | ---------------------- |
| 0               | 0              | Стање високе импедансе |
| 1               | 0              | Стање високе импедансе |
| 0               | 1              | 1                      |
| 1               | 1              | 0                      |

| Улаз за податке | Контролни улаз | Излаз                  |
| --------------- | -------------- | ---------------------- |
| 0               | 0              | 1                      |
| 1               | 0              | 0                      |
| 0               | 1              | Стање високе импедансе |
| 1               | 1              | Стање високе импедансе |

## Примена
Напонски бафери с једним улазом се употребљавају за различита мерења: 
- Израчунавање деформација код мерача напрезања у структурама као што су мостови и крила авиона.
- У електричним колима за израчунавање температуре бојлера.
- У контролним електричним колима за авионе.

Напонски бафери с три стања се широко примењују на магистралама, што омогућава да више уређаја комуницира између себе. Магистрала може у једном тренутку да чита само један улазни податак с уређаја и то када се примењује бафер с три стања. Бафер с три стања, са својим контролним улазом, може спречити оптерећење магистрале тако што ће јој неће дозволити да чита одређен улаз.